# Strumica
Pour l’article homonyme, voir Strumica (rivière).
Strumica (en macédonien : Струмица ) est une commune et une ville du sud-est de la Macédoine du Nord. La commune comptait 49 995 habitants en 2021 et s'étend sur 321,89 km2. La ville en elle-même comptait alors 33 825 habitants, le reste de la population étant réparti dans les villages alentour. La ville tire son nom de la rivière Strumica qui la traverse. C'est le principal centre économique du sud-est du pays.
Son territoire est limitrophe de ceux des communes macédoniennes de Vasilevo, Bosilovo, Novo Selo, Valandovo et Konče ainsi que de la Grèce.

## Géographie

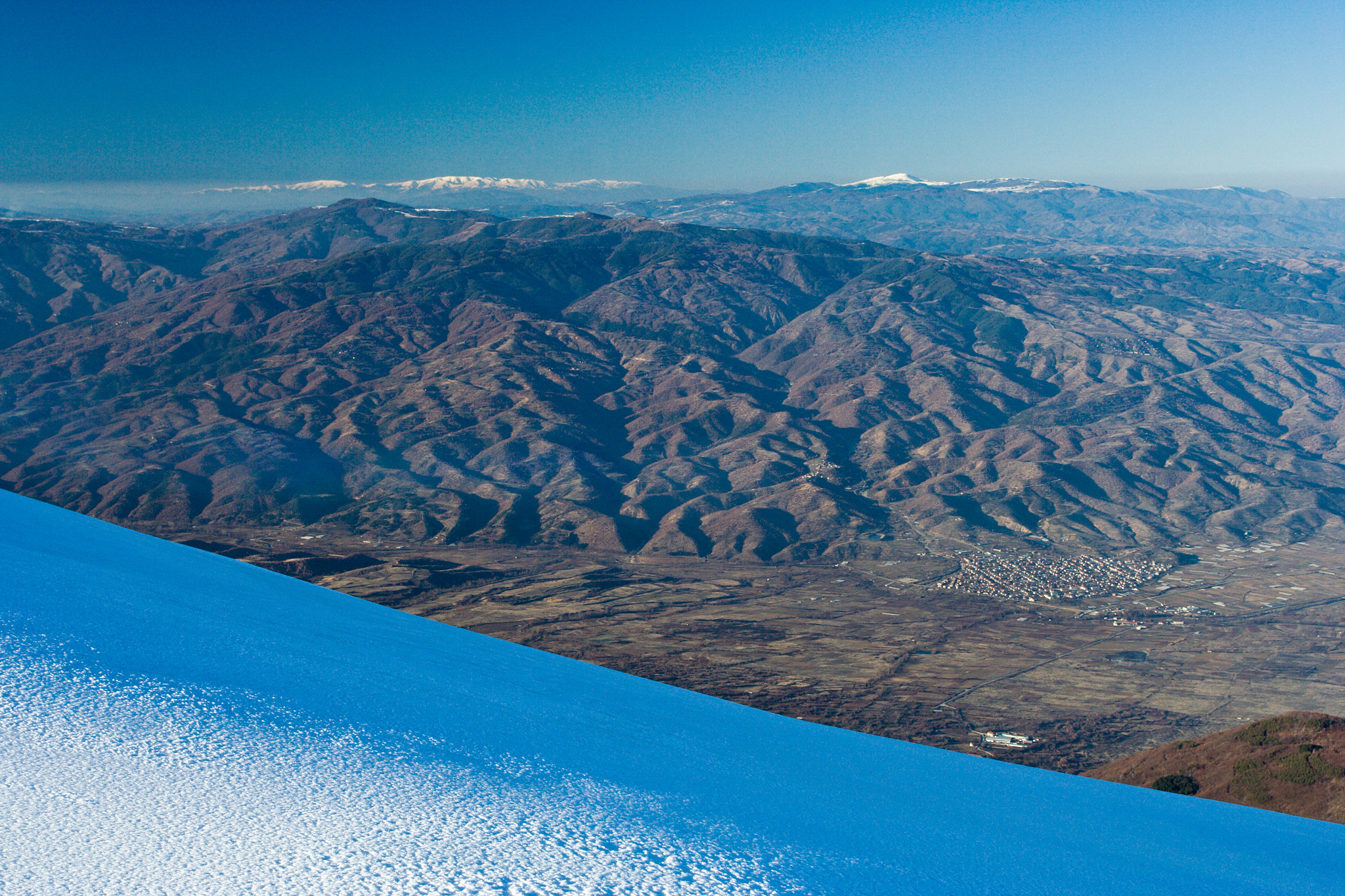
Le massif de l'Ograjden vu depuis le sommet de la Belasica.

La commune de Strumica s'étend sur des espaces très différents, comme la vaste vallée de la Strumica, entourée par les massifs montagneux de la Belasica, de l'Ograjden et de l'Elenica. La Belasica culmine à 2 031 mètres d'altitude, l'Ograjden, à 1 746 mètres, et l'Elenica à 970 mètres. Ces massifs sont couverts de forêts de feuillus et de conifères. La commune possède un important potentiel géothermique, encore peu exploité. La source de Bansko fournit par exemple 53 litres par seconde d'eau à 72 degrés. Cette eau est principalement utilisée pour le thermalisme et le chauffage de serres.
La commune jouit d'un climat méditerranéen avec des étés longs et chauds et peu de précipitations. Les longues périodes de sécheresse sont toutefois rares. Avec 230 jours de soleil par an, la commune possède un temps généralement lumineux.
En plus de la ville de Strumica, la commune comprend les villages de Banitsa, Bansko, Belotino, Velyousa, Vodotcha, Gabrovo, Gradsko Baldovtsi, Dabilyé, Dobreytsi, Dorlombos, Zlechevo, Kostourino, Kouklich, Memechli, Mourtino, Ormanli, Poptchevo, Prosenikovo, Rabortsi, Ritch, Satchevo, Svidovitsa, Tri Vodi et Tchepeli.

## Histoire

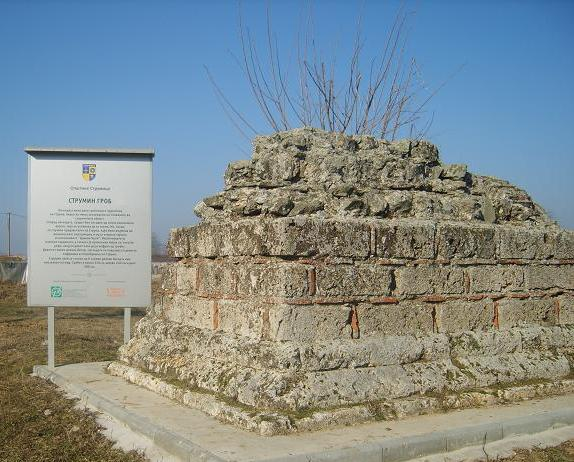
La tombe antique, vestige de Tiberiopolis.

Le site de Strumica est occupé à partir du Néolithique, on a par exemple retrouvé des vestiges datant du VIe millénaire av. J.-C. et des installations humaines sont mentionnées pour la première fois au Ve siècle. La région est alors peuplée de Thraces. La ville en elle-même est mentionnée en 181 av. J.-C. par Tite-Live, sous le nom d'« Astraion ». Les Romains la rebaptisent « Tiberiopolis ». Sous le règne de Julien (361-363), quinze chrétiens de la ville sont exécutés. La ville fait ensuite partie de l'Empire byzantin, et ce sont les Slaves, arrivés vers 630, qui lui donnent son nom actuel : « Strumica » signifie la « petite Struma » et « Struma » est le nom slave du Strymon. Ils construisent notamment une forteresse, dont subsistent les Tours de l'Empereur (Carevi Kuli).
Le mouvement de nombreuses tribus slaves dans la région au VIe siècle et VIIe siècle nuit à la prospérité de la ville qui périclite. La tribu slave installée dans la région prend le nom de Strumianis (« ceux du Strymon »). Ils forment une « Sklavinie » (duché slave fédéré de l'Empire byzantin) qui passe après quelques décennies sous le contrôle des Bulgares, lesquels contrôlent la région jusqu'à la défaite du tsar Samuel Ier face au Basileus byzantin Basile II en 1014.
Après 1395, la ville devient ottomane. Elle s'appelle alors « Ustrumce » en turc et devient une véritable cité ottomane où s'installent des marchands de bétail turcs. Selon un recensement de 1519, il y a à Strumica 2 780 habitants, dont 1 450 Chrétiens et 1 330 Musulmans. Ces derniers sont 2 200 contre 1 230 Chrétiens en 1570. Après le Congrès de Berlin, la ville accueille un grand nombre de Turcs réfugiés d'anciennes possessions ottomanes des Balkans, comme la Serbie ou la Bulgarie.
Lors de la Première Guerre balkanique, en 1912, les Serbes, les Bulgares et les Grecs alliés expulsent définitivement les Turcs des Balkans et se partagent la Macédoine. La région de Strumica revient à la Bulgarie. Cette dernière, non satisfaite du partage, lance la Deuxième Guerre balkanique en 1913. L'armée grecque stationne à Strumica et incendie la ville, qui demeure possession bulgare à l'issue de la guerre mais, en 1919, elle devient serbe, car la Serbie fait partie des vainqueurs de la Première Guerre mondiale et la Bulgarie des vaincus.
Strumica est à nouveau envahie en 1941, cette fois-ci par les nazis qui la placent rapidement sous contrôle bulgare fasciste. Les résistants communistes, les « Partisans », libèrent la ville le 5 novembre 1944. Elle fait successivement partie de la Yougoslavie communiste puis de la Macédoine du Nord, indépendante en 1991.

## Administration

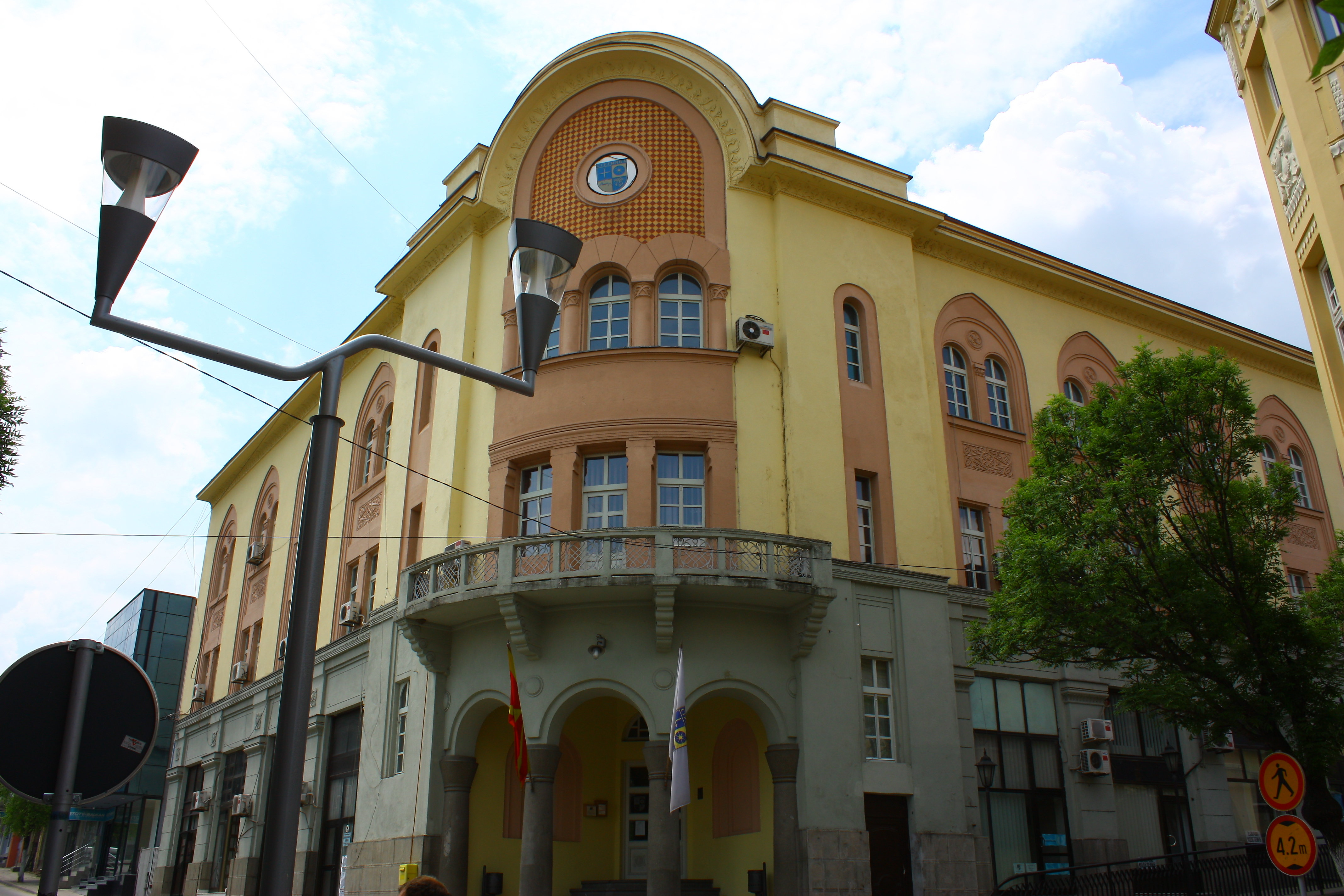
La mairie.

La commune est administrée par un conseil municipal élu au suffrage universel tous les quatre ans. Il adopte les plans d'urbanisme, accorde les permis de construire, planifie le développement économique local, protège l'environnement, prend des initiatives culturelles et supervise l'enseignement primaire. Il compte 23 conseillers municipaux.
Le pouvoir exécutif est détenu par le maire, lui aussi élu au suffrage universel. Depuis 2021, le maire de Strumica est Kostadin Kostadinov, membre de l'Union sociale-démocrate de Macédoine.

## Démographie
Lors du recensement de 2002, la commune comptait :
- Macédoniens : 41 871 (91,92 %)
- Turcs : 2 846 (8,86 %)
- Serbes : 153 (0,34 %)
- Roms : 102 (0,27 %)
- Valaques : 3 (0,01 %)
- Albanais : 2 (0,01 %)
- Bosniaques : 2 (0,01 %)
- Autres : 108 (0,58 %)

## Économie
En 2002, le PIB par habitant de Strumica s'élevait à 6 883,31 dollars, 28,73 % de la population vivait sous le seuil de pauvreté et 40,42 % de la population active était au chômage. Ces chiffres sont moins bons que les moyennes nationales macédoniennes et très loin des chiffres de Skopje, la capitale du pays. Les principales activités de la ville sont, par ordre d'importance, le commerce de biens de consommation, la manufacture de ces mêmes biens, l'agriculture, les transports et les activités liées à l'administration, la culture et l'enseignement.

## Culture

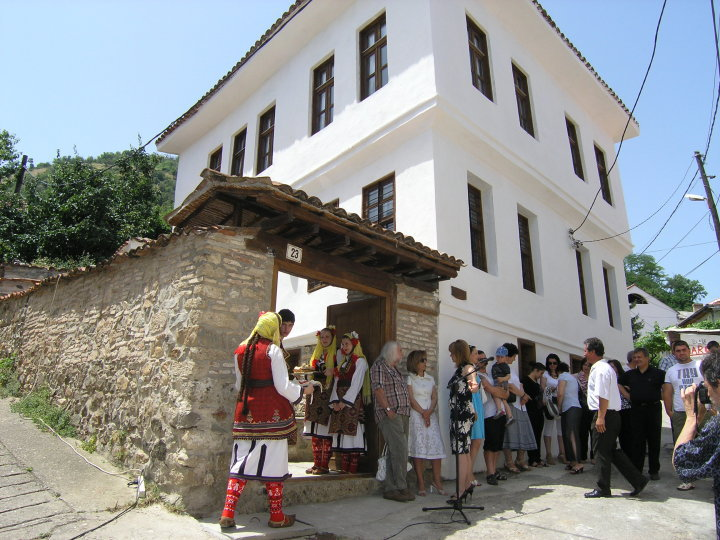
L'ancien bureau de poste ottoman.

La principale institution culturelle de Strumica est le musée régional, fondé en 1952 et qui expose notamment les résultats de fouilles archéologiques effectuées dans les environs et des icônes anciennes. La ville possède aussi sa bibliothèque, riche de 140 000 ouvrages, son centre culturel, qui réunit notamment une galerie d'art et un théâtre et possède plusieurs salles de spectacle. Ce centre culturel propose surtout des performances folkloriques, des concerts et des pièces de théâtre.
La ville en elle-même conserve quelques rares maisons de l'époque ottomane, surtout le long de la rue du Maréchal-Tito, ainsi que quelques bâtiments du début du XXe siècle, comme le siège de la commune. On peut y voir également les vestiges d'un palais antique, notamment des mosaïques, une tour féodale, une mosquée et la vieille poste ottomane,.
La commune possède aussi deux églises orthodoxes remarquables, l'une date du XVIe siècle, elle est dédiée à saint Élie, et une autre, en ruines, date du XIIIe siècle et du XIVe siècle et fut consacrée aux Quarante martyrs de Sébaste. Strumica compte aussi trois monastères. Celui de Veljusa, situé en haut d'une montagne, possède de très riches fresques médiévales, celui de Saint-Léontin garde lui aussi des fresques médiévales ainsi que des vestiges paléochrétiens, et le dernier, d'origine médiévale, est consacré aux Quinze Martyrs de Tiberiopolis.
Dans les environs se trouvent aussi les ruines d'une station thermale romaine, une tombe antique massive dont on ne connait presque rien, et les Tours de l'Empereur, ruines massives d'une forteresse médiévale.

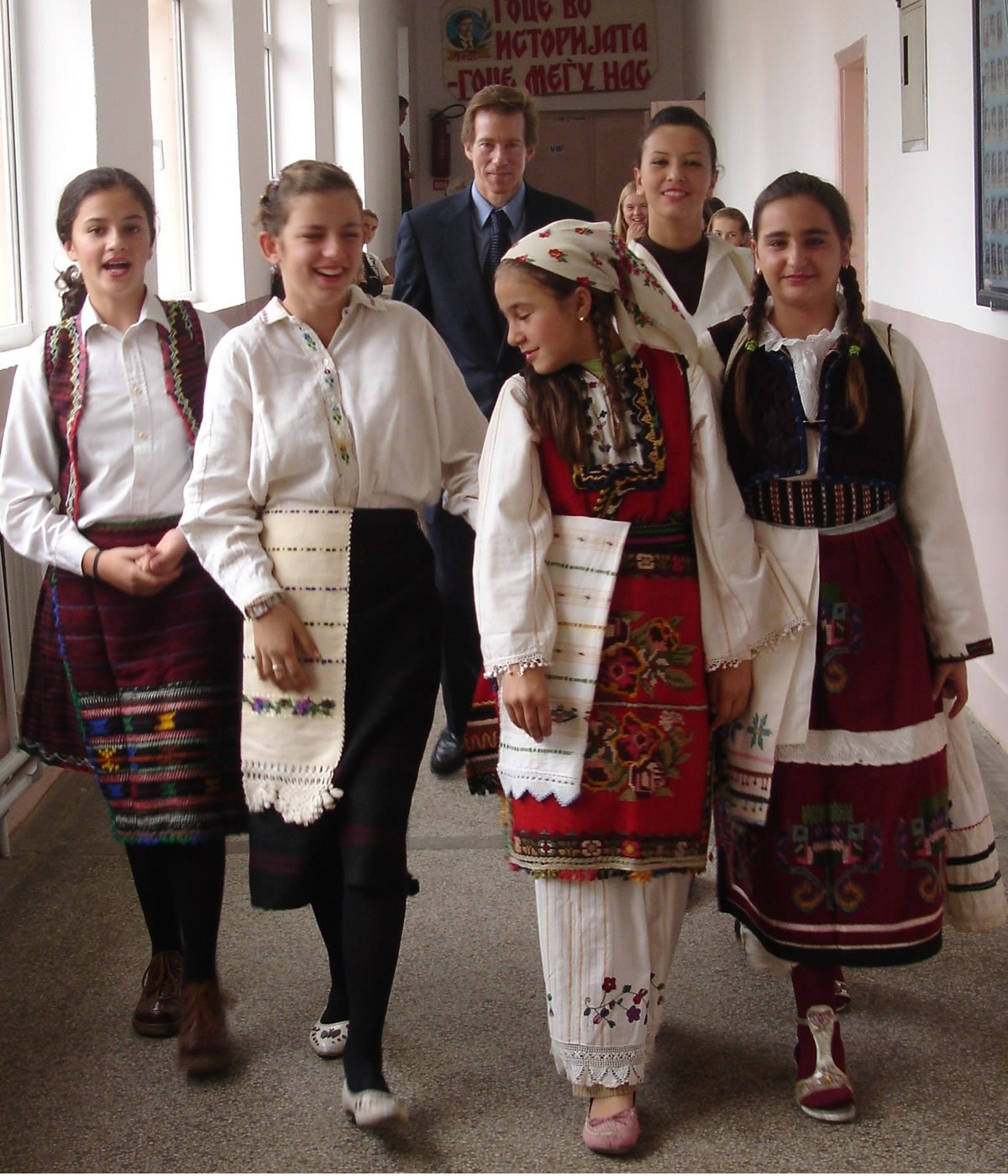
Costumes traditionnels de la région.
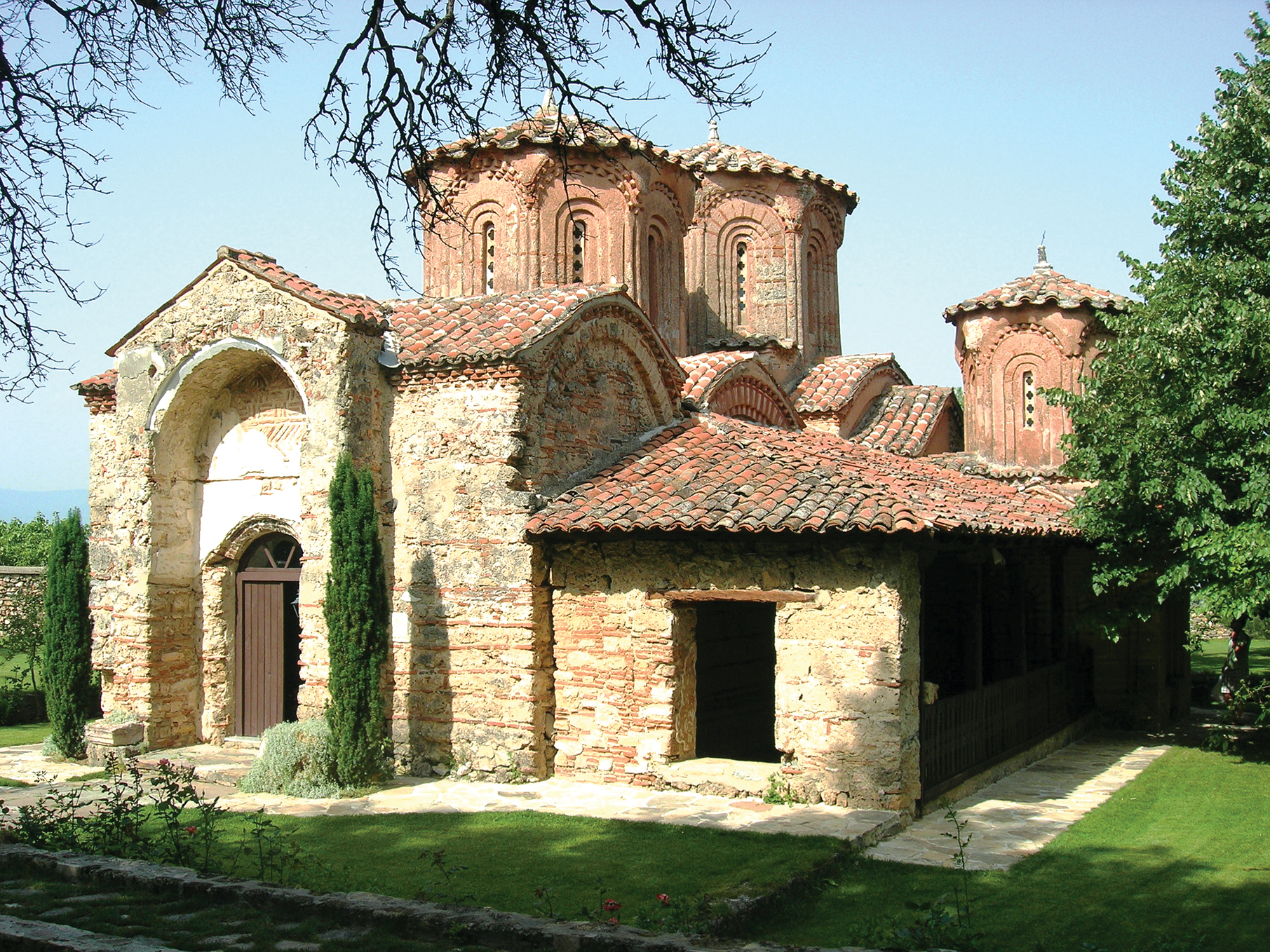
L'église du monastère de Veljusa.
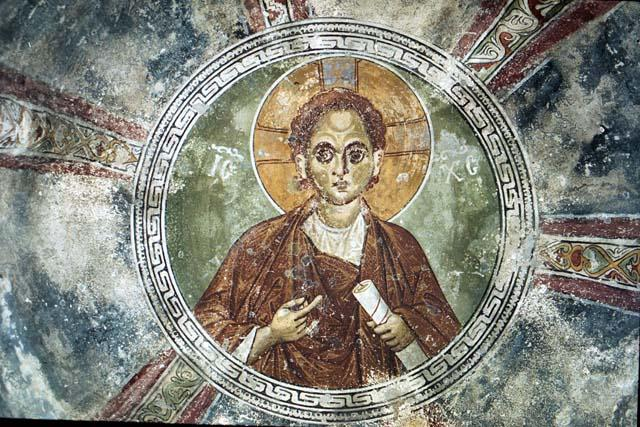
Fresque de Veljusa.
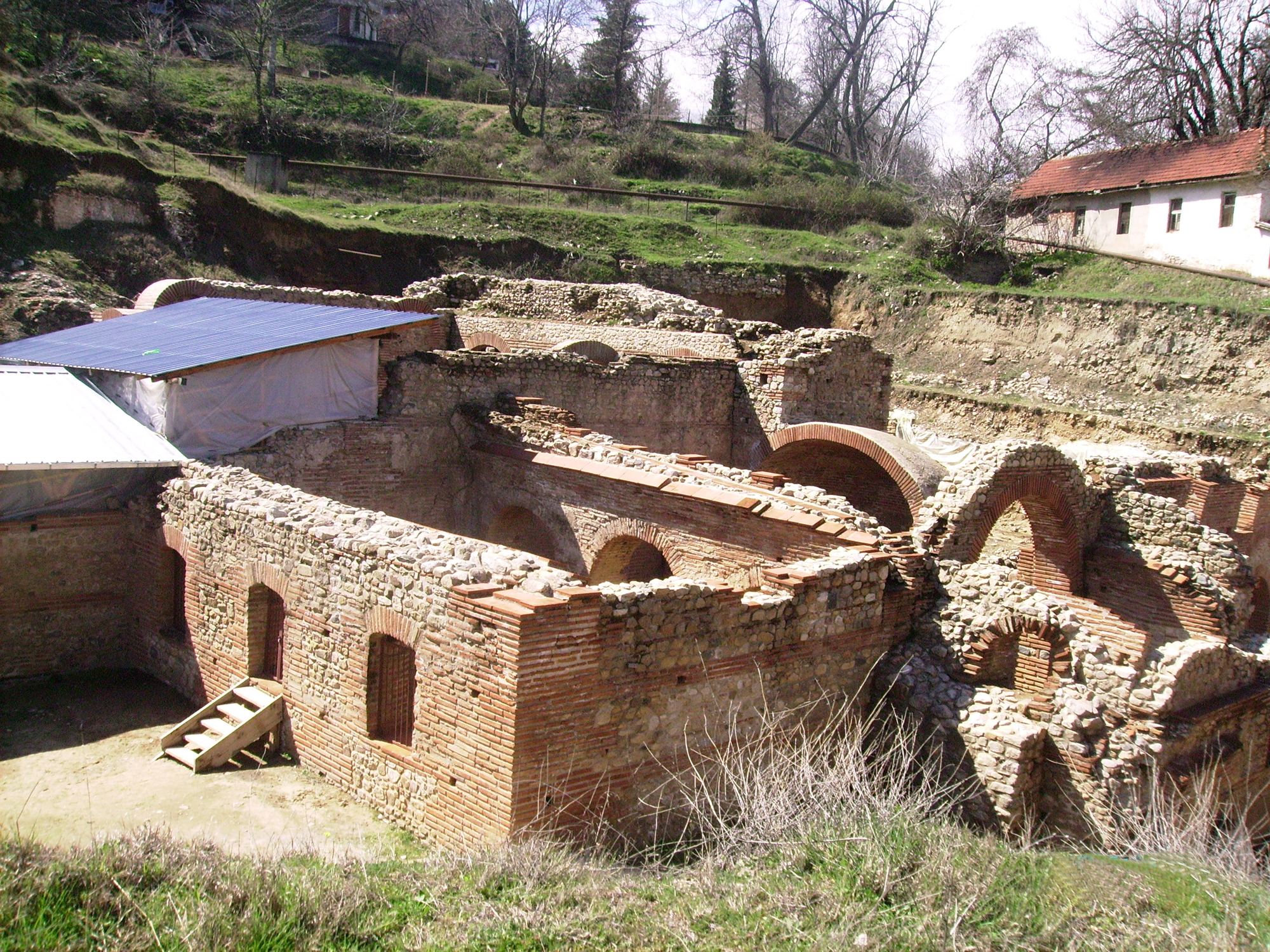
Les bains romains de Bansko.
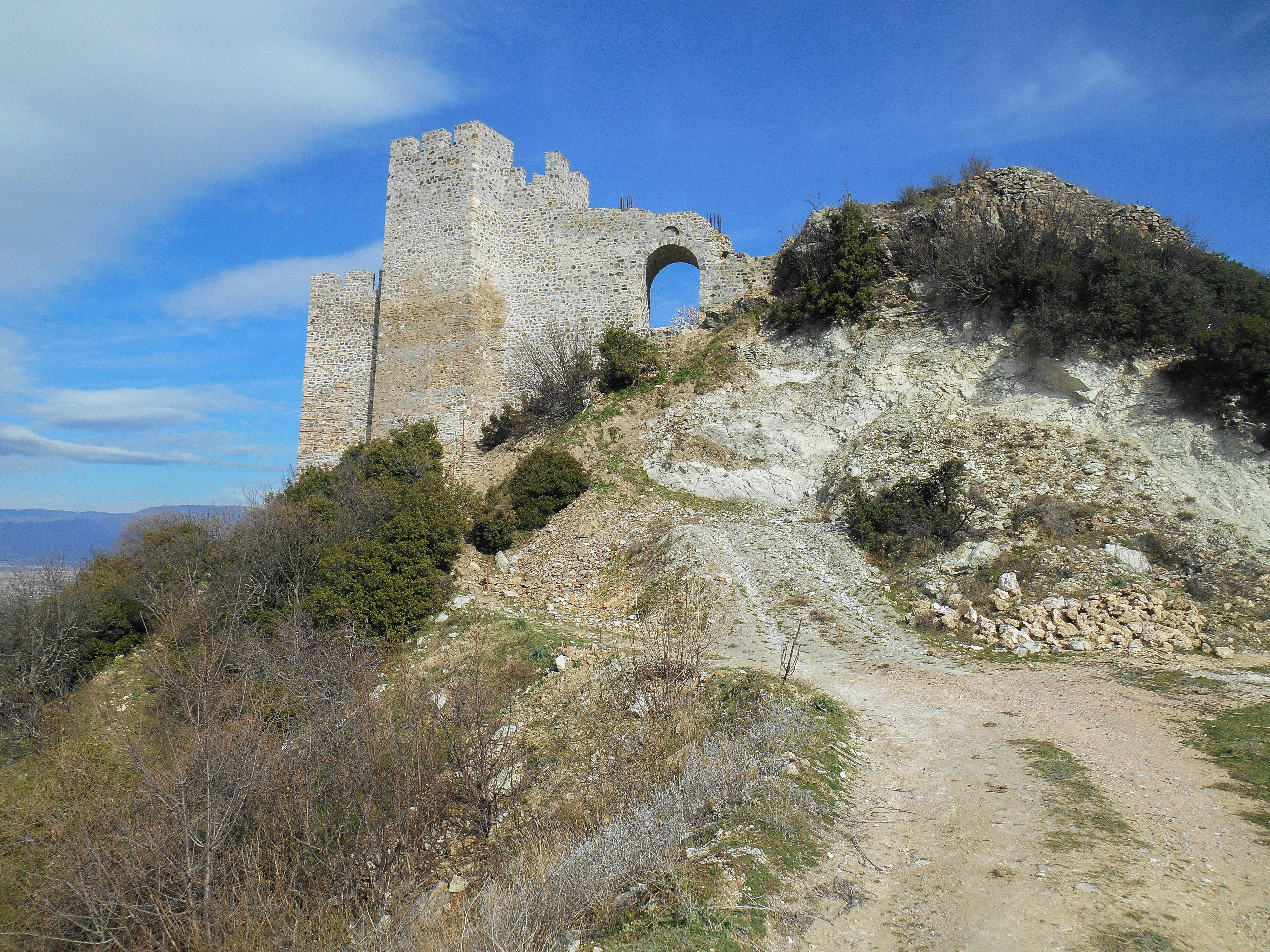
L'une des Tours de l'Empereur.

## Personnalités liées à la ville
- Robert Popov, footballeur, ancien joueur de l'AJ Auxerre et de l'équipe de Macédoine de football.
- Goran Pandev, footballeur de l'équipe de Macédoine de football.
- Baba Vanga, célèbre voyante bulgare.
- Constantin Cabasilas, archevêque de Strumica au XIIIe siècle.